# Hasan Kabze
Hasan Kabze est un footballeur international turc né le 26 mai 1982 à Ankara.
Évoluant au poste d'attaquant, il commence sa carrière professionnelle au Bucaspor en 1999. Après trois saisons dans son club formateur, il est transféré au Dardanelspor équipe de la ville de Çanakkale. Repéré par le Galatasaray SK il est recruté au mercato d'hiver de la saison 2004-2005. Après trois saisons couronné notamment d'un titre de champion de Turquie, il signe au Rubin Kazan où il est sacré deux fois champion de Russie. En 2010, il s'engage avec le club français du Montpellier Hérault Sport Club, où il va connaitre des années difficiles. En janvier 2012, il décide de rentrer au pays d'un commun accord avec ses dirigeants et signe au Orduspor sans indemnité de transfert dans l'espoir de relancer sa carrière.
Hasan Kabze compte cinq titres importants à son palmarès, le titre de champion de Turquie obtenu en 2006, deux titres de champion de Russie en 2008 et 2009, le trophée de supercoupe de Russie obtenue en 2010, et le titre de champion de France obtenu en 2012 malgré sa faible participation.

## Biographie

### Carrière en club

#### Ses débuts en Turquie
Hasan Kabze a débuté au Bucaspor, une équipe de la banlieue d'Izmir où il signe le 11 août 2000 son premier contrat pro. Le 20 août 2002, à l'âge de 20 ans il est transféré au Dardanelspor, équipe de la ville de Çanakkale, c'est là que les recruteurs du Galatasaray SK tombent sous le charme de cet attaquant prometteur et le recrute lors du mercato d'hiver de la saison 2004-2005.

#### Sa période faste au Galatasaray SK
À la fin de la saison 2005-2006, il marque un doublé décisif contre le Beşiktaş JK ce qui permet au Galatasaray SK d'être sacré champion de Turquie sous la houlette de Eric Gerets.

#### Son passage à Kazan
Le 10 août 2007, à l'âge de 25 ans il est vendu au club russe du Rubin Kazan où il est sacré champion de Russie en 2008 et 2009. Il remporte également la Supercoupe de Russie 2010.

#### Un nouveau départ à Montpellier
Après 3 saisons au Rubin Kazan, il s'engage deux ans avec le club français du Montpellier Hérault SC pour pallier le départ de Victor Hugo Montano vers le Stade rennais. Après une saison et demie sans grande réussite, Hasan Kabze est laissé libre de tout contrat par les dirigeants du club et signe un contrat avec l'Orduspor en janvier 2012.

## Statistiques et palmarès

### En équipe nationale
Hasan Kabze totalise sept capes et deux buts avec l'équipe de Turquie. Il joue la totalité de ses matchs lors de la saison 2005-2006 lors de différend match amicaux alors qu'il joue au Galatasaray SK.
Malgré cela, il n'a toujours pas renoncé à défendre les couleurs de son pays lors des prochaines échéances internationales.
| Date          | Adversaire        | Score | Compétition  | Lieu                                         | Commentaires                                                                     |
| ------------- | ----------------- | ----- | ------------ | -------------------------------------------- | -------------------------------------------------------------------------------- |
| 12 avril 2006 | Azerbaïdjan       | 1-1   | Match amical | Stade Tofiq-Béhramov, Bakou, Azerbaïdjan     | Titulaire ( inscrit un but lors du match)                                        |
| 24 mai 2006   | Belgique          | 3-3   | Match amical | Stade du Phénix, Genk, Belgique              | Titulaire ( inscrit un but lors du match) · Titulaire (remplacé à la 61e minute) |
| 26 mai 2006   | Ghana             | 1-1   | Match amical | Stade Rewirpower, Bochum, Allemagne          | Remplaçant (entre à la 65e minute)                                               |
| 28 mai 2006   | Estonie           | 1-1   | Match amical | Imtech Arena, Hambourg, Allemagne            | Remplaçant (entre à la 46e minute)                                               |
| 31 mai 2006   | Arabie saoudite   | 1-0   | Match amical | Stade am Bieberer Berg, Offenbach, Allemagne | Remplaçant (entre à la 46e minute)                                               |
| 2 juin 2006   | Angola            | 3-2   | Match amical | Gelredome, Arnheim, Pays-Bas                 | Titulaire (remplacé à la 46e minute)                                             |
| 4 juin 2006   | Macédoine du Nord | 0-1   | Match amical | Stade Grotenburg, Krefeld, Allemagne         | Remplaçant (entre à la 78e minute)                                               |

### En club
Gravissant les échelons petit à petit, en passant trois saisons en TFF 2. Lig, puis deux saisons et demie en TFF 1. Lig, les troisième et deuxième niveau du football turc, il a connu une période faste lors de son passage au Galatasaray SK et remporter le titre de champion de Turquie en 2006.
Continuant sur sa lancée, il brille encore au Rubin Kazan avec lequel il va remporter deux titres de champion de Russie en 2008 et en 2009 ainsi que la Supercoupe de Russie en 2010. Il participe également à la finale de la coupe de Russie en 2009.
N'entrant plus dans les plans de l'entraineur en 2010, il décide de relancer sa carrière en France avec le Montpellier Hérault Sport Club. Utilisé principalement comme remplaçant en championnat, il brille lors du parcours du club en coupe de la Ligue permettant à son club d'atteindre la finale de la compétition en 2011 en inscrivant trois buts en autant d’apparition du la pelouse. En manque de temps de jeu, il s'engage en janvier 2012 pour l'Orduspor, il obtient cependant le titre de champion de France avec le Montpellier Hérault SC malgré son petit nombre match avec l'équipe première avant de quitter le club.
| Saison                | Club                  | Championnat           | Championnat | Championnat | Coupe nationale | Coupe nationale | Coupe de la Ligue | Coupe de la Ligue | Supercoupe | Supercoupe | Compétition(s) continentale(s) | Compétition(s) continentale(s) | Compétition(s) continentale(s) | Total | Total |
| Saison                | Club                  | Division              | M.          | B.          | M.              | B.              | M.                | B.                | M.         | B.         | Comp.                          | M.                             | B.                             | M.    | B.    |
| 1999 - 2000           | Bucaspor              | TFF 2. Lig            | 4           | 0           | 2               | 0               | -                 | -                 | -          | -          | -                              | -                              | -                              | 6     | 0     |
| 2000 - 2001           | Bucaspor              | TFF 2. Lig            | 25          | 5           | 2               | 1               | -                 | -                 | -          | -          | -                              | -                              | -                              | 27    | 6     |
| 2001 - 2002           | Bucaspor              | TFF 2. Lig            | 26          | 9           | -               | -               | -                 | -                 | -          | -          | -                              | -                              | -                              | 26    | 9     |
| 2002 - 2003           | Dardanelspor          | TFF 1. Lig            | 33          | 11          | 1               | 0               | -                 | -                 | -          | -          | -                              | -                              | -                              | 34    | 11    |
| 2003 - 2004           | Dardanelspor          | TFF 1. Lig            | 19          | 1           | 1               | 0               | -                 | -                 | -          | -          | -                              | -                              | -                              | 20    | 1     |
| 2004 - Jan. 2005      | Dardanelspor          | TFF 1. Lig            | 18          | 12          | 1               | 0               | -                 | -                 | -          | -          | -                              | -                              | -                              | 19    | 12    |
| Jan. 2005 - 2005      | Galatasaray SK        | Türkcell Super Lig    | 14          | 7           | 2               | 1               | -                 | -                 | -          | -          | -                              | -                              | -                              | 16    | 8     |
| 2005 - 2006           | Galatasaray SK        | Türkcell Super Lig    | 18          | 6           | 4               | 1               | -                 | -                 | -          | -          | -                              | -                              | -                              | 22    | 7     |
| 2006 - 2007           | Galatasaray SK        | Türkcell Super Lig    | 22          | 3           | 5               | 1               | -                 | -                 | -          | -          | C1                             | 1                              | 0                              | 28    | 4     |
| 2007                  | Roubine Kazan         | Premier-Liga          | 11          | 4           | -               | -               | -                 | -                 | -          | -          | -                              | -                              | -                              | 11    | 4     |
| 2008                  | Roubine Kazan         | Premier-Liga          | 23          | 2           | 1               | 0               | -                 | -                 | -          | -          | -                              | -                              | -                              | 24    | 2     |
| 2009                  | Roubine Kazan         | Premier-Liga          | 12          | 1           | 4               | 0               | -                 | -                 | -          | -          | -                              | -                              | -                              | 16    | 1     |
| 2010                  | Roubine Kazan         | Premier-Liga          | 5           | 0           | -               | -               | -                 | -                 | 1          | 0          | C3                             | 3                              | 0                              | 9     | 0     |
| 2010 - 2011           | Montpellier HSC       | Ligue 1               | 22          | 0           | 1               | 0               | 3                 | 3                 | -          | -          | C3                             | 2                              | 0                              | 28    | 3     |
| 2011 - Jan. 2012      | Montpellier HSC       | Ligue 1               | 1           | 0           | -               | -               | 2                 | 0                 | -          | -          | -                              | -                              | -                              | 3     | 0     |
| Jan. 2012 - 2012      | Orduspor              | Spor toto Super Lig   | 9           | 2           | -               | -               | -                 | -                 | -          | -          | -                              | -                              | -                              | 9     | 2     |
| 2012 - 2013           | Orduspor              | Spor toto Super Lig   | -           | -           | -               | -               | -                 | -                 | -          | -          | -                              | -                              | -                              | -     | -     |
| Total sur la carrière | Total sur la carrière | Total sur la carrière | 262         | 63          | 24              | 4               | 5                 | 3                 | 1          | 0          | -                              | 6                              | 0                              | 298   | 70    |